# Guangyang, Chongqing
Guangyang (kinesiska: 广阳) är en köping i sydvästra Kina. Den ligger i stadsdistriktet Nan'an, omkring 17 kilometer öster om det centrala stadsdistriktet Yuzhong. Antalet invånare är 14 627. Befolkningen består av 7 016 kvinnor och 7 611 män. Barn under 15 år utgör 12,0 %, vuxna 15-64 år 72 %, och äldre över 65 år 15,0 %.